# Mary Leakey
Mary Leakey (6. februar 1913 – 9. december 1996) var en britisk arkæolog og antropolog. Hun var den første til at finde et kranium af en Proconsul africanus, en uddød abeart, der nu blandt nogle anses for stamfar til mennesket. Desuden opdagede hun i Olduvai-kløften i Tanzania et kranium af den uddøde hominid Paranthropus. Gennem det meste af sin karriere arbejdede hun sammen med sin mand, Louis Leakey, i Olduvai-kløften, hvor de fandt forhistoriske stenredskaber og fossiler af hominider. Hun udviklede et system til at klassificere redskaberne, som de fandt. Ved Laetoli i Tanzania fandt hun en 24 m lang linje af fodspor fra hominider. De var blevet afsat i vulkansk aske, der efter et regnvejr var størknet til cement. I 1960 blev hun udgravningsleder i Olduvai. Efter sin mands død blev hun en førende palæoantropolog, og hun oplærte sin søn Richard i arkæologifaget.
Hun havde en stor kærlighed til dalmatinere og andre dyr.

## Udgravninger
Mary Leakey deltog første gang i en udgravning ved St Albans i nærheden af den gamle romerske by Verulamium. Anden gang deltog hun i en udgravning ved Hembury, et voldanlæg fra yngre stenalder, med Dorothy Liddell som vejleder. Han underviste hende i arkæologi fra 1930 til 1934, og hun lavede illustrationer af stenredskaber for ham. I 1934 deltog hun i en udgravning ved Swanscombe, hvor hun opdagede den hidtil største elefantstødtand fundet i Storbritannien, men hun behøvede hjælp til at identificere den.
Mellem 1935 og 1959 opdagede hun mange stenredskaber i Olduvai-kløften i Serengeti i det nordlige Tanzania sammen med sin mand. De indbefattede alt fra primitive hakker til avancerede håndøkser. Mange af dem var mellem 100.000 og to millioner år gamle.
I oktober 1948 udgravede hun et kranium af Proconsul africanus på Rusinga Island i Victoriasøen.
Efter sin mands død fortsatte hun sit arbejde i Olduvai og Laetoli. Ved Laetoli opdagede hun fossiler af hominider, der var over 3,75 millioner år gamle. Hun opdagede også 15 nye dyrearter og en ny dyreslægt.
Fra 1976 til 1981 afdækkede Leakey og hendes hold fodsporene fra hominider i Laetoli. De følgende år gik med undersøgelser i Olduvai og Laetoli samt forberedelse af publikationer.